# Любонець
Любонець (пол. Luboniec, нім. Lobenshöfen) — село в Польщі, у гміні Занемишль Сьредського повіту Великопольського воєводства.
Населення — 102 особи (2011).
У 1975-1998 роках село належало до Познанського воєводства.

## Демографія
Демографічна структура станом на 31 березня 2011 року:
|          | Загалом | Допрацездатний вік | Працездатний вік | Постпрацездатний вік |
| -------- | ------- | ------------------ | ---------------- | -------------------- |
| Чоловіки | 46      | 13                 | 32               | 1                    |
| Жінки    | 56      | 11                 | 31               | 14                   |
| Разом    | 102     | 24                 | 63               | 15                   |